# كوت ماسيره
كوِت ماسير (بالإنجليزية: Quett Masire)‏‏ (23 يوليو 1925 - 22 يونيو 2017) هو سياسي، من بوتسوانا. شغل منصب رئيس بوتسوانا منذ عام 1980 حتى سنة 1998.

## مناصب
تولى منصب رئيس بوتسوانا (13 يوليو 1980–31 مارس 1998).

## جوائز
حصل على جوائز منها:
- فارس الصليب الأكبر من وسام القديس مايكل والقديس جورج.

| المناصب السياسية | المناصب السياسية                           | المناصب السياسية |
| ---------------- | ------------------------------------------ | ---------------- |
| سبقه سيريتس خاما | رئيس بوتسوانا 13 يوليو 1980 - 31 مارس 1998 | تبعه فستوس موغاي |

## روابط خارجية
- كوت ماسيره على موقع الموسوعة البريطانية (الإنجليزية)
- كوت ماسيره على موقع مونزينجر (الألمانية)